# Zarajsk
Zarajsk (rusky Зара́йск) je město v Moskevské oblasti v Ruské federaci. Při sčítání lidu v roce 2010 měl bezmála pětadvacet tisíc obyvatel.

## Poloha
Zarajsk leží na Osjotru, přítoku Oky v povodí Volhy. Od Moskvy hlavního města oblasti i celé federace, je vzdálen přibližně 162 kilometrů jihovýchodně.

## Dějiny
První zmínky o Zarajsku jsou z 12. století, kdy se nazýval Krasnoje.
V roce 1237 poničily ves jednotky chána Bátúa.
Od 13. století se městu říkalo Novogorodok, jméno Zarajsk se prosazuje až na přelomu 16. a 17. století.
Na počátku 16. století zde byl vystavěn Zarajský kreml, který chránil Moskevské knížectví před nájezdy Krymských Tatarů.

### Rodáci
- Anna Semjonovna Golubkinová (1864–1927), sochařka
- Nikolaj Leonidovič Meščerjakov (1865–1942), spisovatel
- Boris Nikolajevič Ponomarjov (1905–1995), politik
- Nikolaj Andrejevič Vnukov (1925–2011), spisovatel